# Gefle IF Fotboll
Gefle IF Fotboll är en svensk fotbollsförening grundad år 1882 i Gävle som en sektion i alliansföreningen Gefle IF.
Gefle har hittills rönt sina största framgångar under början av 1900-talet och under 2000-talet. Gefle har tre gånger (2006, 2010 samt 2013) deltagit i kvalspel till Uefacupen/Europa League, samtliga gånger efter att ha vunnit den inhemska Fair Play-ligan. Laget spelade i Allsvenskan till 2016, med har sedan flyttats ned till först Superettan (2017-2018, 2023-2024) och sedan Ettan (2019-2022, 2025-).

## Historia

### Gefles första århundrade (1882–1982)
Den 5 december 1882 bildades Gefle Sportklubb. På programmet stod skidor, skridsko, rodd och bollspel. En och en halv månad senare, den 24 januari 1883, ändrades namnet till Gefle Idrottsförening. Då fick också föreningen sin första styrelse, ledd av löjtnanten Gustaf Moberg. Som fotbollsplan de första åren hyrde föreningen en obebyggd tomt mellan Valbogatan och Hantverkargatan där föreningens idrottsmän samlades vår- och sommarkvällar för att träna. Under åren 1899–1902 vann klubben Rosenska Pokalen tre gånger över AIK och Djurgårdens IF med bland annat 12–0 i en final. År 1901 spelades oavgjort, både utan förlängningsavgörande och utdelad pokal. Rosenska Pokalen står idag i Länsmuseet i Gävle.
År 1933 kvalificerade Gefle IF sig till Fotbollsallsvenskan för första gången. På denna tid spelades Allsvenskan under höst och vår. Gefle kom säsongen 1933/1934 på elfte plats och skulle drabbats av nedflyttning, men Malmö FF diskvalificerades och degraderades vilket medförde att Gefle klarade sig kvar. Säsongen 1934/1935 kom föreningen dock på sista plats och flyttades ned.
De nästkommande fyra decennierna spelade föreningen i Division 2, 3 och stundom även i Division 4. År 1981 kom laget på en nionde plats i Division 2, som på den tiden var Sveriges näst högsta division. År 1982 skrällde laget genom att komma tvåa, och efter ett avgörande kval mot Kalmar FF var föreningen tillbaka i Allsvenskan igen.

### 1983–2003
Återkomsten till Allsvenskan 1983 slutade med att Gefle IF kom precis ovanför nedflyttningsstrecket på tionde plats. Under säsongens gång lyckades Gefle inte vinna någon bortamatch, inte heller året därpå.
År 1985 kom föreningen på tredje plats i Division 2. Mellan 1986 och 1988 var laget tre år i rad i Sveriges näst högsta division, Division 2 som 1987 blev Division 1. År 1989 slutade laget nia men avancerade till semifinal i Svenska cupen säsongen 1988/1989.
Under 1990-talet placerade laget sig oftast på mittenplaceringar i Division 1. År 1995 blev en lyckosam säsong för föreningen (bland annat kom Mathias Woxlin från IK Brage och Hasse Berggren säsongen innan från Hamrånge GIF) då laget kom på andra plats i divisionen. Dock förlorade laget kampen om en plats i Fotbollsallsvenskan 1996 mot Umeå FC och Östers IF. Hemmamötet mot Östers IF fick spelas inför 702 åskådare på Råsundastadion på grund av att Strömvallen hade täckts med snö och is.
Åren 1996 och 1997 slutade laget i mitten av Division 1 igen, men lyckades ändå avancera till sjunde omgången i Svenska Cupen. År 1998  slutade med en elfte plats och kval för att behålla sin existens i Division 1, som lyckades.
År 1999 hamnade laget på en åttonde plats. Eftersom seriesystemet skulle göras om till Superettan fick Gefle IF försöka kvala dit i ett dubbelmöte med FC Café Opera, vilket Gefle förlorade på målskillnad. År 2000 vann Gefle Division 2 överlägset och blev klara för Superettan 2001. Efter säsongen lämnade lagets skyttekung Daniel Westlin Gefle för IFK Göteborg i Allsvenskan.
År 2001 i Superettan nådde laget fjärde plats, bara en poäng efter trean Mjällby som därmed fick kvala till Allsvenskan. Säsongen 2002 var till skillnad från föregående säsong en motig säsong för Gefle. Mitt under säsongen kom Westlin tillbaka från Allsvenskan. Till slut kom Gefle på elfte plats. Säsongen 2003 slutade med en mittenplacering.

### Sejour i Allsvenskan (2004–2016)
I Superettan 2004 låg Gefle i toppen av tabellen och ledde den också i omgångar. Första platsen togs av BK Häcken, men en andraplats innebar ändå att Gefle IF var tillbaka i Allsvenskan igen för första gången sedan 1984. Det blev för klubben ett stort firande som snabbt tog slut då tränaren Kenneth Rosén avled den 27 december 2004, vilket tog laget hårt. Istället fick den nygamle spelaren och tränaren Per Olsson ta över tränarrollen.
Gefle IF var nederlagstippade och hade inte råd med stora nyförvärv och behöll de flesta i truppen. Säsongen 2005 i Allsvenskan slutade Gefle på elfte plats, som resulterade i nytt kontrakt, vilket blev en sensation för klubben. Dessutom vann Gefle FairPlay-ligan vilket resulterade i att laget fick plats vid kvalspelet till Uefacupen 2006/2007.
Till säsongen 2006 värvades Yannick Bapupa och Kristen Viikmäe. Dessutom ville klubben ha Hasse Berggren från IF Elfsborg, som själv ville tillbaka till Gefle men Elfsborg ville inte sälja honom. Andra halvan av säsongen 2006 avancerade Gefle till final i Svenska Cupen för första gången, klubbens främsta merit någonsin, som dock förlorades mot Helsingborgs IF. 
Säsongen 2007 visade laget att Gefle etablerat sig på allvar i Allsvenskan. Nyförvärvet från Söderhamns FF i Division 3, Johan Oremo, var ett genombrott för klubben. Aldrig tidigare hade Gefle haft en A-landslagsspelare sedan Gunnar "Rom-Janne" Jansson 1934.
Säsongen 2009 när Allsvenskan rankades högt i FairPlay-sammanhang tilldelades Gefle en plats i kvalet till Europa League 2010. Samma sak säsongen 2012, och Gefle lyckades nå den tredje kvalomgången efter vinst mot estländska JK Trans Narva med totalt 8–1 i första och laget vände ett 0–3-underläge till vinst med 4–3 mot cyperianska Anorthosis i andra kvalomgången.
2010 tvingades Gefle sälja några av sina stjärnspelare till andra klubbar för att få ihop ekonomin. Säsongen slutade med kvalspel för att hänga kvar i Allsvenskan, som Gefle vann avgörande mot GIF Sundsvall.
Inför säsongen 2011 var Gefle IF åter nederlagstippade. Efter halva säsongen låg Gefle fyra i tabellen. Målvakten Mattias Hugosson hade lyckats hålla nollan i över 700 minuter i sträck, vilket blev näst längst i Allsvenskans historia. Säsongen slutade ändå med en nionde plats i tabellen, vilket var ett tangerat rekord i klubbhistorien.
Efter säsongen 2013 lämnade Per Olsson Gefle efter nio år som huvudtränare. Han ersattes av Roger Sandberg, som första säsongen förde Gefle till en 14:e plats i tabellen och kvalspel mot Ljungskile SK. Gefle vann kvalet med sammanlagt 4–1.
2015 blev en framgångsrik säsong för Gefle. I maj stod nya arenan Gavlevallen klar och Gefle vann premiären med 3–1 mot GIF Sundsvall. Laget fortsatte att skörda segrar i den nya hemmaborgen under sommaren, men fick en formsvacka under hösten vilket gjorde att Gefle rasade ner till en tiondeplats. 
Under vintern 2015/16 tappade Gefle sin lagkapten David Fällman, laget inledde säsongen 2016 i botten av tabellen. Efter vårsäsongen fick Roger Sandberg sparken, och ersattes av assisterande tränaren Thomas Andersson. Vid det läget hade Gefle endast plockat fem poäng, och att klara sig kvar verkade i princip omöjligt. Sju obesegrade matcher i slutet av säsongen, som avslutades med tre raka segrar, gjorde att Gefle hade chansen att hålla sig kvar ända in i sista omgången. Laget vann med 4–2 borta mot nykomlingen Östersunds FK, men samtidigt vann Helsingborgs IF sin sista match och säkrade kvalplatsen. Gefle slutade på femtonde plats och det innebar slutet av en tolvårig sejour i högsta divisionen.

### 2017 och framåt
Spelartappen blev tunga efter degraderingen. Nyckelspelare som Johan Bertilsson, Simon Skrabb, Dioh Williams och målvakten Andreas Andersson lämnade laget. Gefle värvade bland andra René Makondele tillbaka från BK Häcken. Säsongen i Superettan 2017 inledde Gefle med endast en vinst på tio matcher, och det ledde till att tränare Thomas Andersson fick sparken och ersattes av Poya Asbaghi som tidigare representerat Dalkurd FF. Gefle stod sedan för en upphämtning då laget tog 28 poäng på 15 matcher under hösten och klarade sig kvar i Superettan utan kvalspel. Asbaghi lämnade Gefle och tog över som huvudtränare för IFK Göteborg den 20 november 2017. Den 8 december 2017 presenterades Johan Mjällby som ny tränare för Gefle. Mjällby hade tidigare varit tränare för Västerås SK. Säsongen 2018 inleddes med endast 2 vinster, 11 poäng och näst sista plats efter 15 omgångar. Den 2 juli fick Mjällby sparken och ersattes av tidigare assisterande tränaren Marcus Bengtsson, men utan framgång. Efter att ha förlorat mot Degerfors med 4–0 i den näst sista omgången blev det klart att Gefle säsongen 2019 skulle spela i Division 1.

## Spelare
(L) - Inlånad spelare

### Spelartrupp
| Nummer      | Land      | Spelare                | Födelsedatum      | Kom från        | Moderklubb    |
| Målvakter   | Målvakter | Målvakter              | Målvakter         | Målvakter       | Målvakter     |
| ----------- | --------- | ---------------------- | ----------------- | --------------- | ------------- |
| 22          | Sverige   | William Hedvall        | 21 december 2007  | Gefle IF U      | Torsåkers IF  |
| 27          | Sverige   | Tobias Johansson       | 24 april 1996     | Sandvikens AIK  | IF Väster     |
| Försvarare  |           |                        |                   |                 |               |
| 4           | Sverige   | Theodor Hansemon (L)   | 8 oktober 2002    | Örebro SK       | Bollnäs GIF   |
| 14          | Sverige   | Deniz Yaldir           | 26 oktober 1994   | Gamla Upsala SK | IFK Uppsala   |
| 15          | Sverige   | Alem Nezirevic         | 27 februari 2004  | Inter           | Motala AIF    |
| 16          | Sverige   | Kevin Persson          | 22 september 1998 | Gefle IF U      | Hille IF      |
| 18          | Finland   | Eddie Hiekkanen        | 22 april 2001     | Vasa IFK        | Vasa IFK      |
| 24          | Sverige   | Philip Ekman           | 24 november 2003  | Gefle IF U      | Hagaströms SK |
| 29          | Danmark   | Martin Rauschenberg    | 15 januari 1992   | Stjarnan        | Gredstedbro   |
| Mittfältare |           |                        |                   |                 |               |
| 5           | Sverige   | Ludvig Lundvall        | 7 februari 2004   | Hammarby TFF    | IFK Haninge   |
| 6           | Sverige   | Yonis Shino            | 6 februari 2004   | IFK Östersund   | GIF Sundsvall |
| 8           | Sverige   | Oskar Karlsson         | 14 april 2002     | Sandvikens AIK  | Australien    |
| 10          | Sverige   | Malik Mokédé           | 9 februari 2005   | Örebro SK       | Karlslunds IF |
| 13          | Sverige   | Måns Berggren          | 29 maj 2001       | Sandvikens AIK  | Hille IF      |
| Anfallare   |           |                        |                   |                 |               |
| 7           | Sverige   | Ahmed During           | 25 september 2004 | GIF Sundsvall   | GIF Sundsvall |
| 11          | Sverige   | Leo Englund            | 16 april 1991     | Sandvikens IF   | IFK Bjurfors  |
| 20          | Sverige   | Aaron Stoch Rydell (L) | 14 oktober 2006   | AIK             | AIK           |
| 21          | Sverige   | Leon Beronius          | 21 februari 2005  | Gefle IF U      | IK Huge       |
| 23          | Sverige   | Alvin Lättman          | 7 september 2004  | Gefle IF U      | Valbo FF      |